# تشيرمان عليا
تشيرمان عليا هي قرية في مقاطعة أصفهان، إيران. يقدر عدد سكانها بـ 131 نسمة بحسب إحصاء 2016.